# Astro
Astro – brydżowa konwencja licytacyjna, jedna w wielu form obrony po otwarciu 1BA przeciwnika, opracowali ją brydżyści Allinger, Stern i Rosler. Wejścia Astro wyglądają następująco:
```
Kontra Siłowa, karna.
2♣     5+ kierów i młodsza piątka lub czwórka pików
2
♦
     5+ pików i młodsza piątka lub czwórka kierów
2
♥
     Jednokolorówka z kierami
2♠     Jednokolorówka z pikami
```

Zobacz też: Aspro, Astpro i Astro.